# Agda Holst
Agda Holst (2 de março de 1886 - 21 de junho de 1976) foi uma pintora sueca.
Agda Holst estudou arte em Paris em 1907 na Academia Colarossi com Christian Krohg, entre outros. De 1910 a 1911, ela estudou arte em Munique com Julius Exter e depois em Paris com Kees van Dongen de 1911 a 1912 e, no início dos anos 1920, com André Lhote em Paris. Teve exposições individuais em Skåne e exposições coletivas em Estocolmo, Copenhaga, Bordéus e Nova Iorque.
A arte de Agda Holst é caracterizada por um estudo factual da forma com uma estilização moderada. Os motivos são geralmente naturezas-mortas de inspiração cubista, retratos, estudos de figuras e paisagens naturalistas.